# Cerceris specularis
Cerceris specularis är en stekelart som beskrevs av Costa. Cerceris specularis ingår i släktet Cerceris och familjen Eumenidae. Inga underarter finns listade i Catalogue of Life.